# Чечено-Ингушский областной комитет КПСС

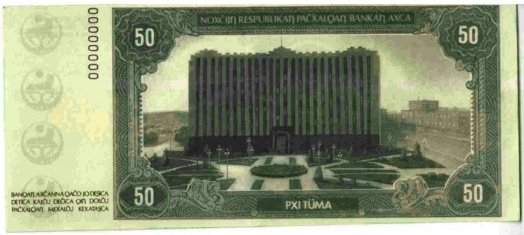
Последнее здание обкома КПСС (впоследствии Президентский дворец) на купюре 50 нахаров

Чечено-Ингушский областной (республиканский) комитет КПСС — центральный партийный орган, существовавший в Чечено-Ингушетии (Чечено-Ингушская автономная область, Чечено-Ингушская АССР) с 8 января 1934 года по 3 марта 1944 года и с 9 января 1957 года по 23 августа 1991 года. В здании обкома после 1991 года расположился президентский дворец.

## Первые секретари обкома ВКП(б)/обкома (рескома) КПСС

### ВКП(б), 1-е секретари
- Махарадзе, Георгий Константинович (с 8 января 1934)
- Егоров, Василий Григорьевич (с 1934 по 10 октября 1937)
- Быков, Фёдор Петрович (с 10 октября 1937 по май 1940; и. о. до 1938)
- Иванов, Виктор Александрович (с мая 1940 по март 1944)

### ВКП(б), 2-е секретари
- Вахаев, Хаси Гайтукаевич (5.12.1936 - 10.10.1937, 1908-1965)
- Дачаев, Ширвани Дачаевич (10.10.19371 - 1939, 1912-1984)
- Хасанов, Абу Агаевич (1940-1941, ?-?)[2]
- Исаев, Х. У. (- 1942 -)
- Решидов, Халим (1909-)

### КПСС, 1-е секретари
- Яковлев, Александр Иванович (с 9 января 1957 по январь 1959)
- Трофимов, Александр Степанович (с января 1959 по сентябрь 1963)
- Титов, Фёдор Егорович (с сентября 1963 по 11 января 1966)
- Апряткин, Семён Семёнович (с 11 января 1966 по июль 1975)
- Власов, Александр Владимирович (с июля 1975 по 31 июля 1984)
- Фотеев, Владимир Константинович (с 31 июля 1984 по 1 июля 1989)
- Завгаев, Доку Гапурович (с 1 июля 1989 по август 1991)

### КПСС, 2-е секретари
- Чахкиев, Осман Асламбекович
- Вахаев, Рамазан Висаевич (1956)
- Баматгиреев, Магомет Ширванович
- Магомадов, Лечи Добачевич (1938—2005)
- Завгаев, Доку Гапурович (1966, 1940-)
- Громов, Павел Николаевич (1963, 1937-)

## В филателии

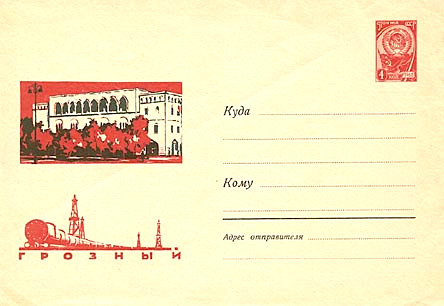
Здание обкома КПСС. Конверт 1963 года.

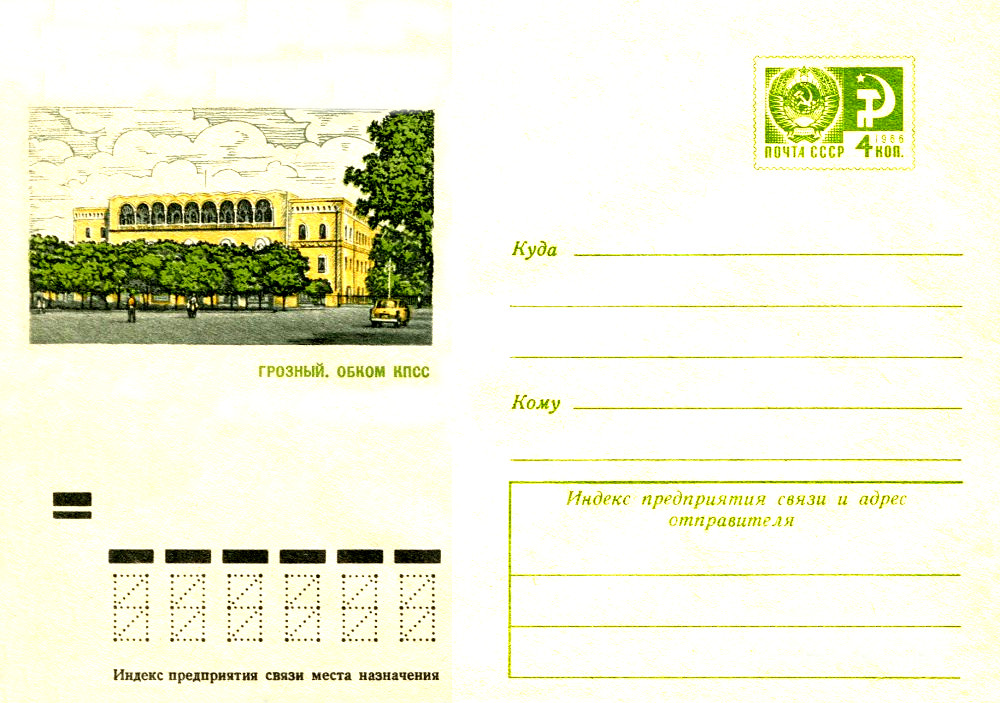
Конверт 1966 года.

В 1963, 1966 и 1974 годах были выпущены художественные маркированные конвертами с изображениями здания обкома КПСС. Впоследствии обком дважды переезжал в новые здания. Последнее здание обкома после прихода к власти Джохара Дудаева стало Президентским дворцом.